# Kaseta magnetofonowa

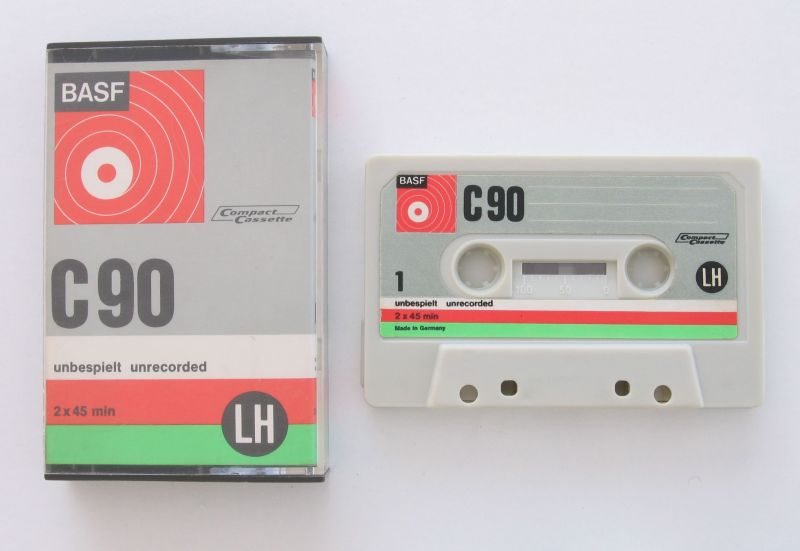
Pudełko i kaseta kompaktowa typu C90

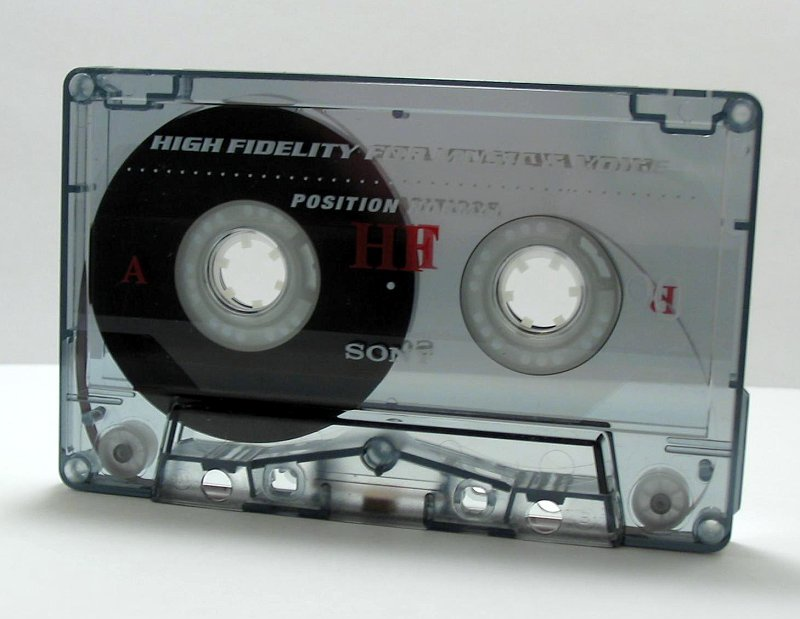
Kaseta kompaktowa z widocznymi szpulkami z taśmą

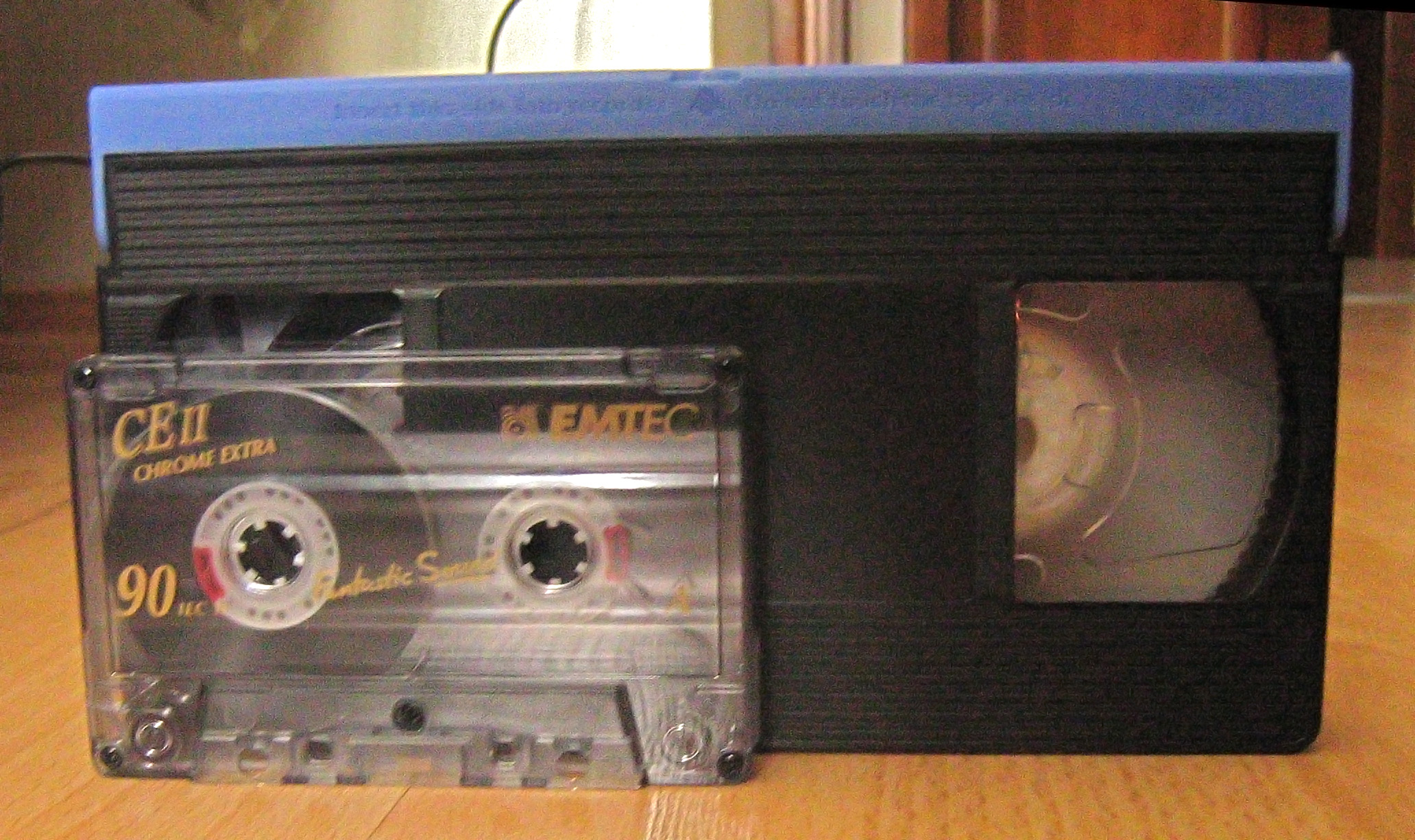
Porównanie wielkości kasety magnetofonowej z kasetą VHS

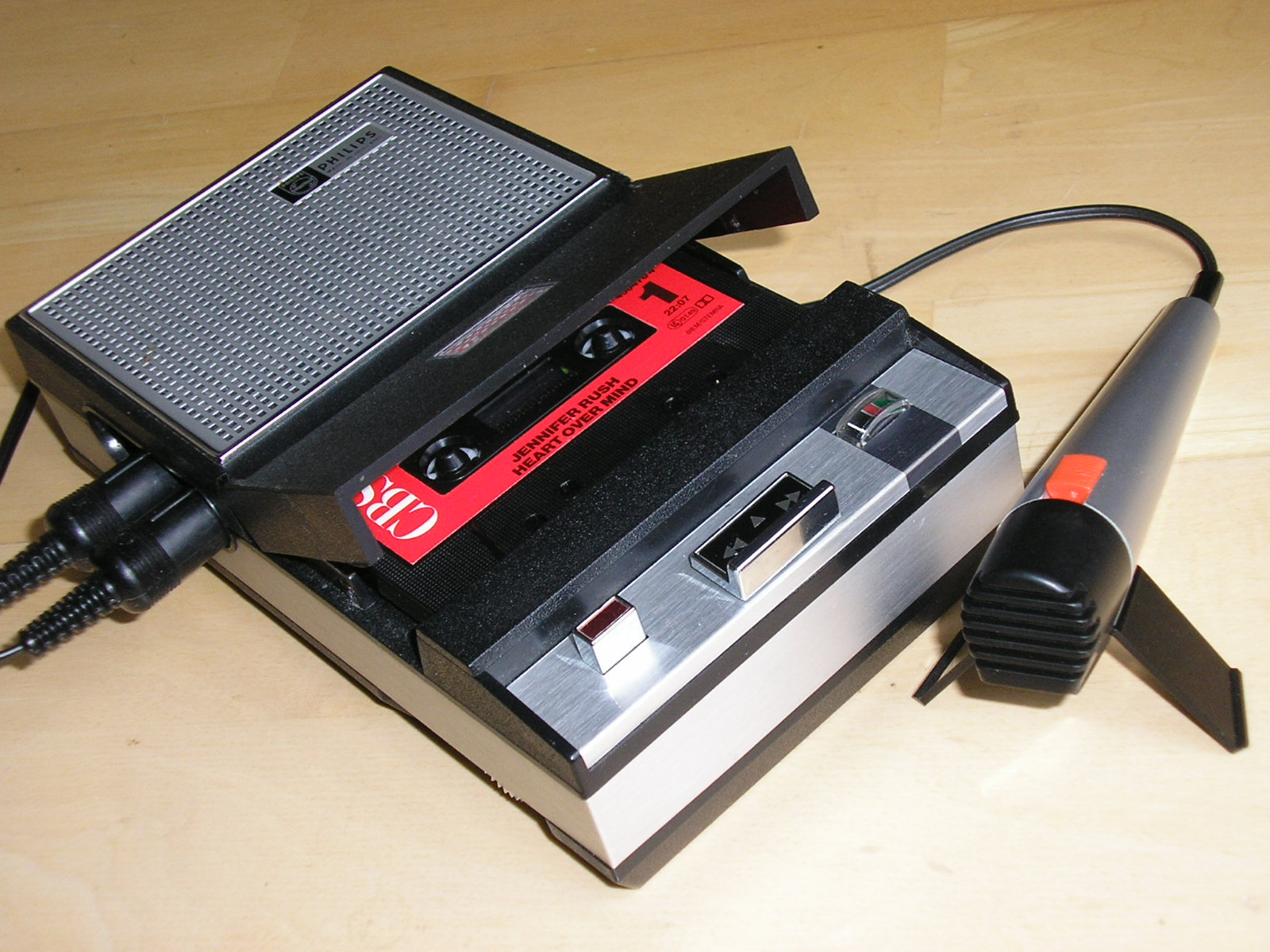
Magnetofon kasetowy Philips EL3302

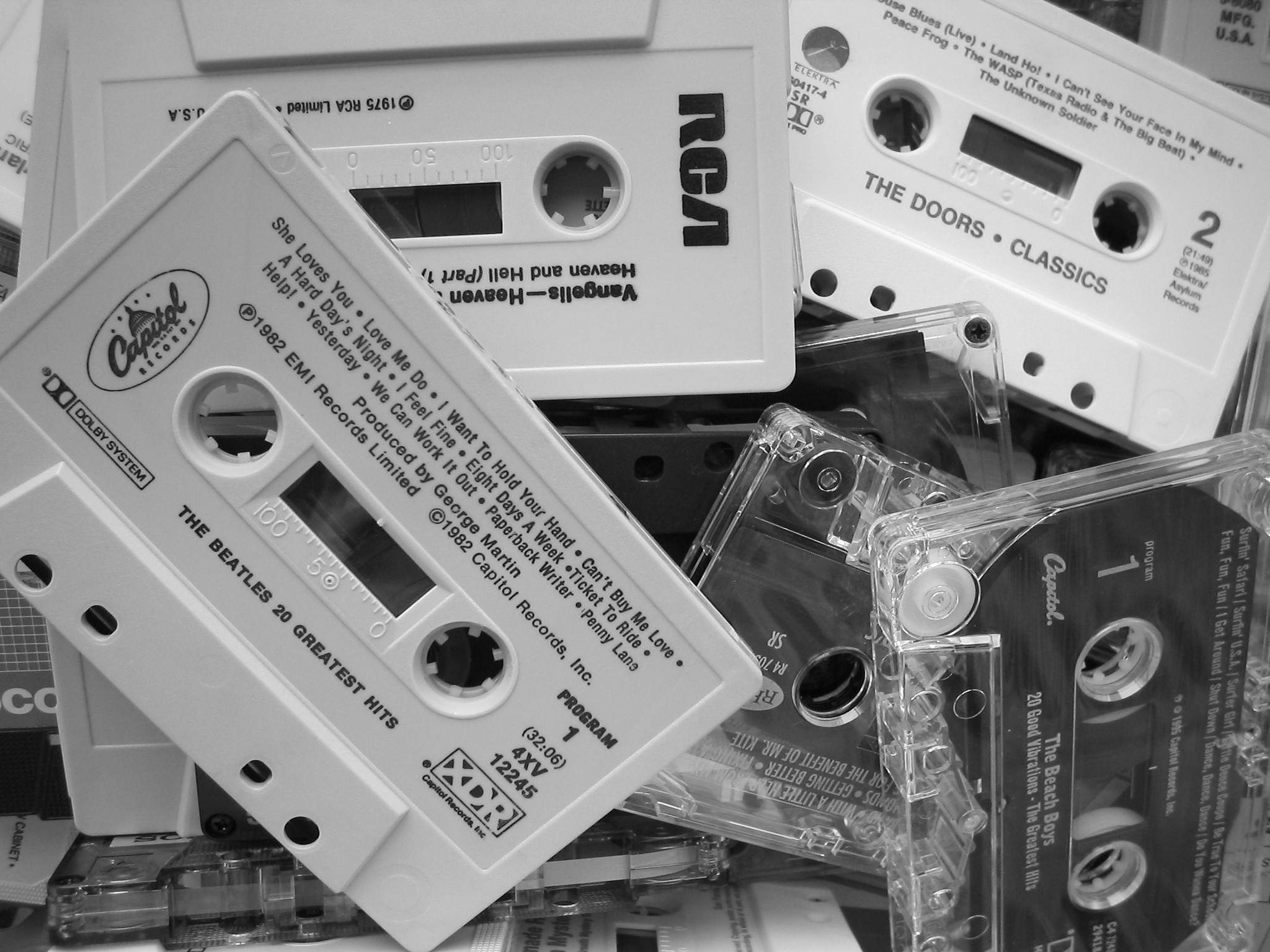
Zestaw nagranych fabrycznie kaset magnetofonowych

Kaseta magnetofonowa (CC z ang. compact cassette – kaseta kompaktowa) – kaseta o standardowych wymiarach zawierająca taśmę magnetyczną i przeznaczona do magnetofonów kasetowych. Została opracowana przez firmę Philips i zaprezentowana światu podczas Niemieckiej Wystawy Radiowej (Grosse Deutsche Funk-Ausstellung / German Radio Show, obecnie Targi IFA) 30 sierpnia 1963 roku. Służy również jako nośnik do przechowywania danych.

## Historia
Standard kasety magnetofonowej został opracowany przez Philipsa w 1963 roku.
CC były produkowane przez: 3M (Scotch), AGFA, BASF, Denon, Grundig, Hitachi, JVC, Maxell, Memorex, Panasonic, Philips, Samsung, Sony, TDK, Technics, Toshiba i inne mniejsze firmy. W Polsce produkowały je Zakłady Chemitex Stilon w Gorzowie Wielkopolskim oraz Chemitex Wiskord w Szczecinie. Obecnie w Polsce produkcją kaset magnetofonowych wciąż zajmuje się firma Stereo Style wykorzystując taśmy oparte na formule BASF. Na świecie kasety magnetofonowe produkowane są przez francuską firmę Mulann na bazie oryginalnych formuł taśm szpulowych.
Kasety magnetofonowe należały niegdyś – obok płyt gramofonowych – do najpopularniejszych nośników dźwięku, a przed upowszechnieniem się dyskietek – jako nośnik danych. Używane były jako pamięć masowa w popularnych komputerach 8-bitowych jak: Atari, Commodore 64, ZX Spectrum, Timex, Amstrad CPC.

## Budowa
Kaseta CC jest symetryczna, umożliwia współpracę z urządzeniem także po obróceniu o 180°.
Zasadniczymi elementami kasety są:
- obudowa – główny element konstrukcyjny – składa się z dwóch prawie identycznych części wykonanych z tworzywa sztucznego, zazwyczaj skręconych ze sobą 4–6 wkrętami, choć produkowane były kasety nierozbieralne, z częściami zgrzanymi ze sobą
- okienko umożliwiające dostęp głowic i elementów napędowych do taśmy
- 2 szpule, każda z sześcioma wypustkami, które zazębiają się z wypustami trzpieni napędowych w magnetofonie; taśma mocowana jest do szpuli za pomocą zatrzasku
- folia poślizgowa – ułożona pomiędzy obudową a nawiniętą taśmą – w tańszych wykonaniach zastępuje też plastikowe okienko, natomiast w kasetach wysokiej klasy, w której szpulki mają konstrukcję zbliżoną do klasycznych szpul, folii nie stosuje się
- elementy prowadzące taśmę – 2 kołki, 2 rolki i ew. inne elementy; rolki osadzone były na osiach – w droższych wykonaniach metalowych i smarowanych, w tańszych – ukształtowanych w obudowie na etapie produkcji
- elementy zapewniające współpracę z głowicą – metalowa blaszka ekranująca oraz wykonany z materiału niemagnetycznego element sprężysty, dociskający taśmę do głowicy za pomocą miękkiego klocka
- otwory zapewniające pozycjonowanie kasety w urządzeniu (prostokątne) i otwory umożliwiające wprowadzenie wałka napędowego (okrągłe)
- zabezpieczenie przed zapisem – wgłębienia w górnej części kasety umożliwiające zabezpieczenie każdej ze stron osobno przed niepożądanym nagraniem; w fabrycznie „czystych” kasetach wgłębienia te są przykryte dającymi się łatwo wyłamać języczkami, natomiast możliwość nagrywania można łatwo przywrócić przez zaklejenie otworu np. kawałkiem taśmy klejącej

- system rozpoznawania rodzaju taśmy – wraz z pojawieniem się nowych typów taśm obudowa kasety została wyposażona w szczeliny, po których magnetofon mógł rozpoznać rodzaj nośnika: wgłębienie tuż koło blokady zapisu oznacza typ II, natomiast szczelina bliżej środka grzbietu kasety – typ IV.

Kasety mogą zawierać materiał nagrany przez wytwórcę (np. muzykę) lub być puste. Kasety nienagrane dostępne są w standardowych długościach taśmy. Najczęściej spotykane są kasety C60, z taśmą o długości 85 m i grubości 18 mikrometrów. Daje to długość nagrania 2 × 30 minut. Kaseta C90 (2 × 45 minut) ma taśmę o długości 132 m i grubości 12 mikrometrów. Kaseta C120 (2 × 60 minut) ze względu na cienką taśmę narażoną na uszkodzenia nie jest często stosowana. Firma TDK produkowała wersję D180 o specjalnej konstrukcji zapobiegającej uszkodzeniom nośnika.

## Nośnik magnetyczny
Szerokość taśmy magnetycznej w kasecie wynosi 3,81 mm (0,15 cala), a prędkość przesuwu to 4,76 cm/s. Wymiary kasety wynoszą odpowiednio: długość 102 mm, szerokość 64 mm i grubość 12 mm.
Nośnikiem magnetycznym taśmy jest:
- Typ I (normal position, IEC-I, normalna, żelazowa) – „Fe”, tlenek żelaza(III), Fe2O3
- Typ II (high position, IEC-II, chromowa) – „Cr”, tlenek chromu(IV), CrO2
- Typ III (IEC-III, mieszana, chromowo-żelazowa) – „FeCr”, standard używany bardzo krótko w latach 70. XX w.
- Typ IV (metal position, IEC-IV, metalowa) – „Me”, drobiny metalu, a nie tlenku

Zewnętrzny odnośnik angielskiej wikipedii o typach nośnika magnetycznego.

### Typ I
Jest to typ najbardziej popularny, z warstwą o koercji 24–28 kA/m (300–350 Oe). Zasadniczą cechą jest stosowanie nie zmienionego podkładu i korekcji, co stwarza możliwości użycia we wszystkich magnetofonach kasetowych. W ramach typu I istnieją jednak duże różnice jakościowe. Wynikają one z 3 powodów: proszek magnetyczny może być standardowy LN (low noise) lub udoskonalony (bez Co i z domieszką Co); technologia taśmy (oblew, cięcie, nawinięcie) może odpowiadać mniej lub więcej współczesnemu stanowi wiedzy technicznej; jakość obudowy (wypraski) w dużym stopniu może wpływać na prawidłowość zapisu i odczytu. Wielcy producenci taśm oferują 4 odmiany typu I, różniące się dynamiką (55–60 dB) oraz szerokością pasma (10–16 kHz). W tańszych kasetach wysterowalność przy dużych częstotliwościach może być mniejsza niż 10 dB względem poziomu odniesienia 250 nWb/m. W czasach świetności nośnika typ ten wzbogacił się o odmiany dwu oraz trzywarstwowe (np. TDK AR-X) z wybitnie dużą dynamiką (60 dB lub więcej). 

### Typ II
Uchodzi obecnie za właściwy do nagrań hi-fi. Koercja warstwy wynosi 40–48 kA/m (500–650 Oe), co oznacza konieczność stosowania zwiększonego podkładu, a więc magnetofonu z przełącznikiem podkładu i stałej czasowej. Pierwotnie wytwarzany z CrO2, potem równolegle z tlenkiem żelazowym z domieszką kobaltu. Preferowanie jednego lub drugiego rodzaju zależy od kontynentu: japońskie kasety są oparte wyłącznie na kobalcie. Kasety typu II mają zwykle dynamikę nieco większą niż najlepsze żelazowe i spełniają bez trudu wymagania hi-fi według IEC lub DIN. Również w tym typie istnieją liczne odmiany: niektóre firmy oferują 3 odmiany typu II. Wysterowalność przy 10 kHz wynosi −10 do −5 dB.

### Typ III
Mimo teoretycznych zalet typ ten, którego cechą jest podwójna warstwa, jest produkowany jedynie przez nieliczne firmy i nie zdołał się upowszechnić. Podaje się, że osiąga dynamikę 65 dB, przy średniej wysterowalności górnych częstotliwości.

### Typ IV
Jest to szczytowe osiągnięcie, które wymagało pokonania wielu barier technologicznych, szczególnie wobec ryzyka utleniania się bardzo aktywnych, gdyż niezmiernie drobnych cząstek metalu i sprowadzenia ich do niemagnetycznej postaci. Zasadniczą zaletą jest skok o 10 dB wysterowalności przy 10 kHz tak, że najbardziej „ostre” nagranie można rejestrować bez potrzeby obniżania poziomu zapisu. Zastosowanie kaset metalicznych z warstwą o koercji większej niż 80 kA/m (1000 Oe) jest ograniczone do urządzeń zaopatrzonych w układy do przełączenia podkładu do wymaganych dużych wartości, jak również kasowania tak twardych magnetycznie warstw.

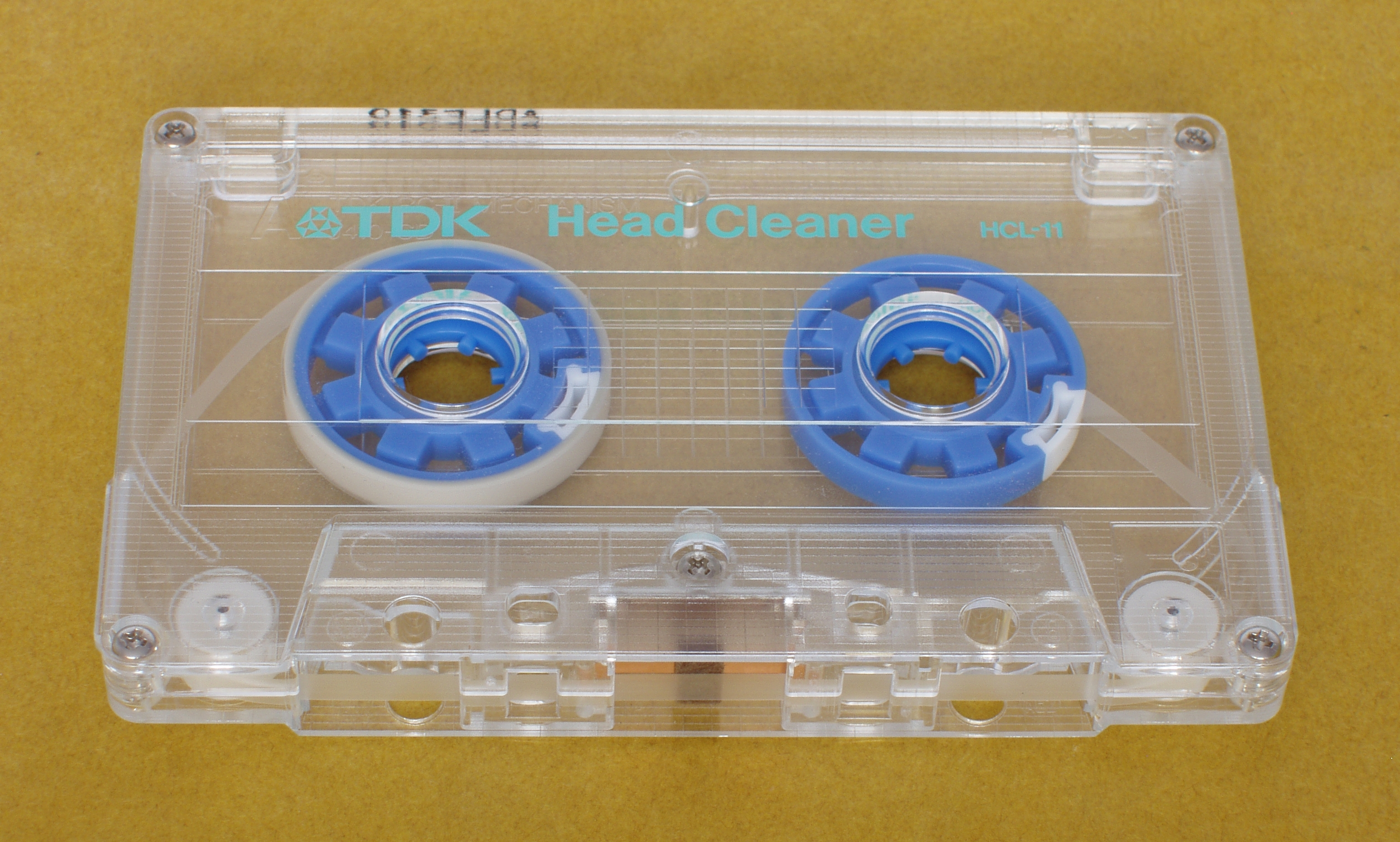
Kaseta czyszcząca

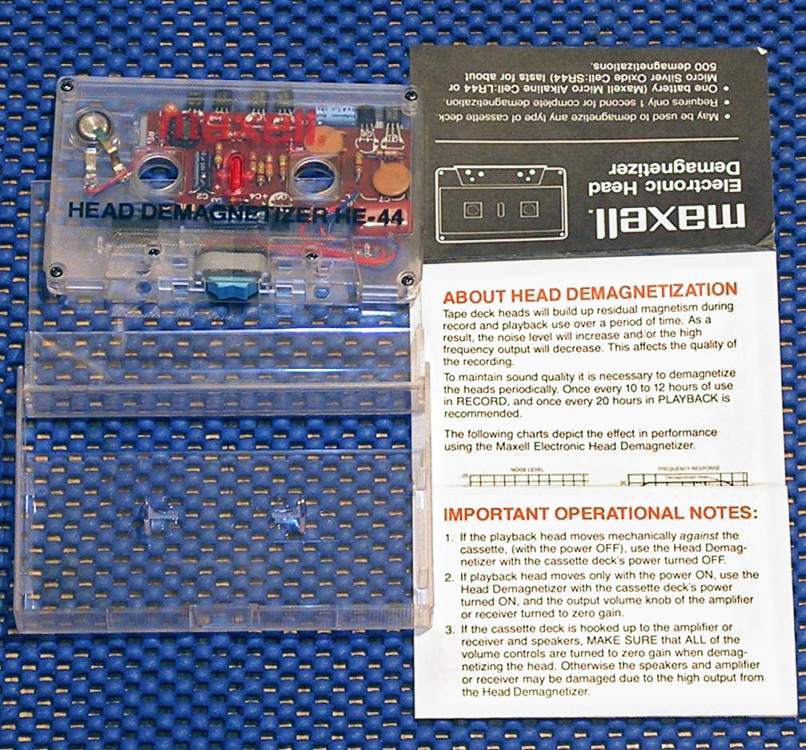
Kaseta demagnetyzująca

## Inne rodzaje kaset

### Kaseta czyszcząca
Rodzaj kasety magnetofonowej ze specjalną taśmą niemagnetyczną, pozwalającą na usunięcie brudu i kurzu z głowic magnetofonu.
Występują dwa rodzaje takich kaset:
- kaseta czyszcząca na sucho – zaletą jest szybkie, bezproblemowe korzystanie, a wadą słaba efektywność czyszczenia taśmą będącą specjalnym drobnoziarnistym papierem ściernym
- kaseta czyszcząca na mokro – z płynem czyszczącym nakładanym po kropli na specjalną taśmę, która jest wykonana z bardzo cienkiej, mocnej tkaniny lub innego materiału pokrytego delikatnym włosiem; zaletą jest lepsze oczyszczanie, lecz istnieje niebezpieczeństwo zalania głowicy i elementów prowadzenia taśmy oraz znacznie dłuższy i niewygodny proces przygotowania do czyszczenia

### Kaseta demagnetyzująca
Rodzaj kasety pozwalającej na usunięcie namagnesowania głowicy magnetofonu powstającego podczas pracy urządzenia. Najczęściej trzeba ją zasilać baterią, choć istnieją także wykonania z wirującymi magnesami trwałymi, wprawianymi w ruch przez napęd magnetofonu.

### Kaseta pomiarowa
Rodzaj kasety umożliwiającej pomiar siły dowijania i ocenę jej równomierności – kaseta ma przeźroczystą obudowę, a szpula ma postać talerzyka składającego się z dwóch współosiowych, ruchomych względem siebie pierścieni połączonych sprężyną, z których jeden ma naniesioną skalę, a drugi znacznik. Po włączeniu napędu magnetofonu i ustaleniu się równowagi znacznik wskazuje siłę naciągu, a jego ewentualne oscylacje – nierównomierność tej siły. Odczyt optyczny przez okienko kieszeni kasety. Na takiej taśmie zazwyczaj są nagrane różne sygnały testowe, które przy okazji pozwalają ocenić prawidłowość podłączenia głośników itp.